# Linggarsari (Talagasari)
Linggarsari is een bestuurslaag in het regentschap Karawang van de provincie West-Java, Indonesië. Linggarsari telt 3845 inwoners (volkstelling 2010).